# 383
Cette page concerne l'année 383  du calendrier julien. Pour l'année 383 av. J.-C., voir 383 av. J.-C. Pour le nombre 383, voir 383 (nombre).
L'année 383 est une année commune qui commence un dimanche.

## Événements
- 1er janvier : début du consulat de Flavius Saturninus, un des principaux architectes de la paix de 382 avec les Goths et second consulat du général franc Mérobaud. Thémistios fait le panégyrique de Saturninus[1].
- 19 janvier : Arcadius, fils aîné de Théodose Ier, est associé à l'empire à l'âge de six ans, et reçoit le titre d'Auguste[1].

- 18 août : début du règne de Shapur III, fils de Shapur II, roi de Perse (fin en 388)[2].
- 25 août : l’Espagnol Maxime, proclamé par les légions de Bretagne, renverse et tue Gratien à Lyon[1], après l'avoir vaincu lors de la bataille de Lutèce.
- Novembre[3], Chine : bataille de la rivière Fei où l'empereur Fu Jiān du Qin antérieur est défait par l'armée de la dynastie Jin[4].
- L'empereur Gratien renonce à son ancien titre de Pontifex maximus[5].
- Le général romain Stilicon négocie la paix avec les Perses. Après le succès de sa mission, il épouse Serena, la nièce de l’empereur Théodose Ier (384)[6].
- Agitation suscitée par un risque de disette à Rome[5].
- Le poète et rhéteur Ausone, ancien précepteur de Gratien, se retire de la cour de Trèves à sa mort pour rejoindre la vallée de la Garonne[7].
- L'usurpateur Maxime annonce son soutien à l’Église orthodoxe en attaquant les manichéens et établit le principe que les hérésies doivent être poursuivies au civil par l'État, sans doute pour se concilier l’Église officielle face à la politique pro-arienne de Justine en Italie[7].
- Martin de Tours persuade le comte Avitianus, un homme de Maxime, de faire délivrer les fonctionnaires impériaux fidèles à Gratien qu'il s’apprêtait à exécuter. Plus tard il se rend à Trèves auprès de Maxime pour solliciter sa clémence notamment envers Priscillien, et son soutien à l’Église orthodoxe contre les hérésies[7].
- Selon la légende, le Breton Conan Meriadec, venu de Grande-Bretagne avec Maxime, est installé en Armorique avec le titre de dux. Il est donné pour premier roi de la Bretagne armoricaine[8].

## Naissances en 383
- Loup, évêque de Troyes.

## Décès en 383
- 25 août : Gratien, empereur romain.
- Ulfila ou Wulfila, évêque arien goth d’origine cappadocienne (né v. 311).
- Ardachîr II, empereur sassanide de Perse.